# Natàlia Mas i Masdefiol
Natàlia Mas i Masdefiol (Terrassa, 11 d'agost de 1963) és una nedadora catalana de les dècades de 1970 i 1980.

## Trajectòria
Membre del Club Natació Terrassa, amb només 12 anys es va proclamar campiona d'Espanya absoluta. Fou la primera catalana i espanyola a baixar del minut en els 100 metres lliures, tant en piscina curta (1977) com en llarga (1978). Fou 45 cops campiona d'Espanya absoluta (24 d'hivern) i va establir 56 rècords d'Espanya (29 en piscina llarga). La seva especialitat era l'estil lliure, 100, 200, 400, 800 i 1.500 metres. Participà en els Jocs Olímpics d'Estiu de 1980 a Moscou i no va poder participar en els Jocs de 1984 per un accident de motocicleta. També participà en un Campionat del Món (1978) i dos d'Europa (1977, 1981). Als Jocs del Mediterrani va guanyar dues medalles d'or (100 i 200 m lliures), una de plata (400 m) i dues de bronze (4 × 100 m lliures i 4 × 100 m estils) el 1979, i la plata (4 × 100 m lliures) i el bronze (4 × 100 estils) el 1983.
Va rebre el premi al millor esportista espanyol de l'any de Mundo Deportivo els anys 1979 i 1980.